# Änkatjärnen
Änkatjärnen är en sjö i Marks kommun i Västergötland och ingår i Kungsbackaåns huvudavrinningsområde. Sjön är 5 meter djup, har en yta på 0,139 kvadratkilometer och befinner sig 103,3 meter över havet.

## Delavrinningsområde
Änkatjärnen ingår i det delavrinningsområde (639185-129475) som SMHI kallar för Inloppet i Östra Ingsjön. Medelhöjden är 138 meter över havet och ytan är 13,65 kvadratkilometer. Det finns inga avrinningsområden uppströms utan avrinningsområdet är högsta punkten. Avrinningsområdets utflöde Kungsbackaån (Lindomeån) mynnar i havet. Avrinningsområdet består mestadels av skog (79 %). Avrinningsområdet har 1,05 kvadratkilometer vattenytor vilket ger det en sjöprocent på 7,7 %.